# Щербатов, Юрий Фёдорович
Ю́рий Фёдорович Щерба́тов, князь (1630 / не ранее 1646 —1739) — окольничий, бригадир и статский советник во времена правления Фёдора Алексеевича, правительницы Софьи Алексеевны, Ивана V и Петра I, Екатерины I, Петра II и Анны Иоановны, один из строителей Санкт-Петербурга. 

## Биография
Средний сын князя и стольника Фёдора Васильевича Щербатова (?—до 1671) и Прасковьи Петровны, урождённой Сабуровой. дочери московского дворянина П. Г. Сабурова и его супруги - Марии Матвеевны. Имел братьев князей и стольников: старшего Фёдора (бездетен)  и младшего Петра Фёдоровичей. Дед историка М. М. Щербатова.
В службу вступил при царе Алексее Михайловиче жильцом (с 1667/68 г.). Пожалован стряпчим (26 апреля 1671), служил в Белгородском полку, в описях Московского архивах Министерства юстиции за 1675-1684 годы упоминается участником «сысков» по делам о закрепощении служилых людей, ограблении певчего дьяка С. Жоравского, ездившего в Малороссию «за государевым делом». При воцарении Фёдора Алексеевича пожалован в стольники (1676). Сопровождал Государя в село Покровское (06 октября 1676), исполнял дворцовые службы (1676—1679). Оставался при царском Дворе при воцарении Петра и Ивана Алексеевичей. Участвовал в Троицком походе на моление (1683).
В 1687 и 1689 годах участвовал в обоих Крымских походах в чине ротмистра (командира) роты стольников в полку воеводы и боярина князя В. В. Голицына, с которым не ладил, что явствует из следующего известия: 

…однажды Щ. и кн. Борис Долгорукий, по взаимному уговору, приехали на войсковой смотр, в пути одетые в черное платье, в черном были и люди их, и даже лошади покрыты были черными попонами. Выходка эта имела, по-видимому, целью произвести смятение в войсках, что при тогдашнем суеверии было вполне возможно. Так ее и понял кн. В. В. Голицын, который тотчас же написал Шакловитому, требуя виновным примерного наказания. «Всем полком дивились, — писал Голицын, — и говорили: если им не будеть указу, будут все так делать… Донеси (обращение к Шакловитому) добром: этим бунтовщикам учинить указ добрый. Это пророчество и противность к государеву лицу… и то было не тайно, а всеми видимо; а если не будет указа, то делать нам с ними нечего; чтоб не потакнуто было; так бы разорить, чтоб вечно в старцы, и деревни неимущим того часу раздать; учинен бы был такой образец, чтоб все задрожали». Узнавши о том, что правительница готова удовлетворить требование Голицына и что на них в Москве готовят уже страшный указ, Щ. и Долгорукий испугались, пришли к Голицыну, просили прощения, плакали, клянясь, что впредь не провинятся. Голицын «уступил им на их слезы», не велел сказывать указу и написал к Шакловитому, чтобы тот испросил для провинившихся милость государеву, ибо, по его словам, «наказывать раскаявшихся было не ко времени и не к делу».
Участвовал в Троицком походе на моление (1690). Из стольников пожалован в думный чин окольничего (18/19 февраля 1693) в честь дня рождения царя Петра Алексеевича. В Разрядах показан участником дворцовых церемоний в честь церковных праздников. Вместе с сыном в 1696 году  - участник «Кумпанства боярина князя М. Г. Ромодановского» по строительству кораблей Азовского флота, за ним в складчине 404 крестьянских двора.  Участник подавления Стрелецкого бунта 1698 года, назначен членом следственной комиссии – Стрелецкого розыска, в период осени 1698  – зимы 1699 года. Помимо «розыска» причастных к мятежу, до 30.09.1698 был назначен одним из распорядителей казней стрельцов, приговорённых к смерти. Для участия весной 1699 года в «морском походе» царя Петра I на Воронеж и в Азов выдан ему 22.04.1699 «струг некрытый».  
С 1700 года, оставаясь окольничим, назначен полковником и воеводой в Новгородский уезд, участник первых кампаний Северной войны: участвовал в первом Нарвском походе (1700) и был ранен; на 1.02.1701 полк окольничего кн. Ю.Ф. Щербатова стоял «для береженья» в Ладоге, проводя разбор гусар, копейщиков и рейтар «полковой сотенной службы» Новгородского разряда из Деревской, Бежецкой, Обонежской и Водской пятин, Твери, Нового Торжка и Старицы, а к июню 1701 г. полк окольничего и воеводы кн. Ю.Ф. Щербатова численностью 5 093 ч. перешел в Псков и Печоры и стал под Псково-Печерским монастырём, где отбил атаку шведов. Из Пскова был назначен для «Свейского похода» в кампанию осени 1701 года сходным товарищем в Новгород Великий, в Большой полк под команду ген.-фельдмаршала Б.П. Шереметьева; согласно реляции Петра I от 2.10.1701 части полка кн. Ю. Ф. Щербатова в составе 479 ч. гусар, 630 ч. копейщиков и 1904 ч. рейтар велено идти в сход с другими полками к Печорскому монастырю для похода в Лифляндию, затем вернуться в Псков и стать там до 1.12.1701 г.; другой части велено идти в Ладогу под команду воеводы П. М. Апраксина и стать там до 27.10.1701 г. 
После взятия Нарвы в 1704 году отставлен от военной службы и назначен в С.-Петербург смотрителем за кирпичными, черепичными и кафельными заводами и при них каменщиками, рекрутами и др. работными людьми для строительства города, состоя в этой службе до 1719 года. Стал одним из первых домовладельцев так называемой Дворянской слободы С.-Петербурга на набережной р. Большой Невы, начав застройку в 1704 и имея в услужении 17 дворовых людей; в 1706 разбирал на службу подьячих, с назначением воеводой в г. Ярославль; в 1711 совместно с боярами - кн. Ю. Ф. Шаховским и П. В. Бутурлиным, составил Книгу описи и меры лесов и 255 земельных участков под дворовое строительство в С.-Петербурге; в сентябре 1712 в числе окольничих, которым велено, по окончании Северной войны, с семейством жить в С.-Петербурге, за ним 302 крепостных крустьян муж. пода; в декабре 1714 - январе 1715 года проводил сыск и набор плотников в Нижегородской провинции для высылки в С.-Петербург в ведение Адмиралтейства; указом Е. В. от 12.04.1718 года, с Партикулярной верфи велено ему получить в потомственное владение и содержать личный боуер [тип малого двухмачтового парусного судна для обучения морскому делу] так называемого «Невского флота». 
Участник суда над царевичем Алексеем Петровичем. По информации внука, М. М. Щербатова, он «не устрашился у разгневанного государя Петра, по царевичеву делу, за родственника своего, ведомого на казнь, прощения просить, прося, что если не учинено будет милосердие, дабы его самого, в старых летах сущего, лишить жизни, да не увидят очи его бесчестия роду и имени своего, — и пощаду родственнику своему испросил». Человек старинного закала, он был одним из тех, которые с недоброжелательством смотрели на реформы Петра I. Тем не менне, 24.06.1718 подписался под смертным приговором царевичу.
Указом от 10.10.1719, кирпичные, черепичные и кафельные заводы из ведения кн. Ю. Ф. Щербатова приписаны к Стрелецкой мызе, в ведение обер-комиссара Ульяна Синявина. В том же чине окольничего, Щербатов назначен главным судьей Ямского приказа и велено ему "ведать ямских приказчиков и почтарей, всяких отправлений и давать подорожные" всех губерний и провинций (16 января 1720). Пожаловано ему указом Е. В. от 27.09.1720, «за труды» по управлению кирпичными заводами, 1000 руб. Упоминается среди постоянных гостей светлейшего князя А. Д. Меньшикова, также и царь Петр I был вечером 9.02.1721 у кн. Ю. Ф. Щербатова «на ассамблее».
Произведён в статские советники Указом от 7 мая 1724 года, в ранге бригадира, с оставлением в С.-Петербургской конторе Ямского приказа. Уволен от службы "вовсе"  22 июня 1727 года, с разрешением жить ему в Москве.
Принял монашеский чин в Андреевском монастыре, в XIX веке известного как Андреевская богадельня при Московском купеческом обществе, с именем Софроний — 11 марта 1732 года, на 103-м году жизни, где и жил до кончины, имея в услужении нескольких келейников. Одновременно с ним приняла схиму в Новодевичьем монастыре и жена его, с именем Александра. Получив благословение игумена и братии, обращался 4.09.1733 г. в Синодальный Казённый приказ, с прошением разрешить ему устроить своим иждивением, во исполнение данного обета, в монастыре церковь Святого апостола Андрея Первозванного, и при ней открыть больницу, которое, по-видимому, не осуществилось. Вероятно, кн. Ю. Ф. Щербатов обладал редкой для своего времени библиотекой, которая включала Родословную и разрядную книгу конца XVII в., а также так называемый Новгородский летописец [копия части Воскресенской летописи с 1353 по 1541 год] второй пол. XVI в. Экземпляры книг и рукописей с автографами князя известны в коллекциях собрания рукописей Эрмитажа и Парижской национальной библиотеки. 
В Москве ему принадлежала дворовая усадьба в районе участка по современным ул. Большая Грузинская, д. №№ 2, 4 – ул. Кудринская, д. №№ 6, 8, 10. Владел поместьями и вотчинами в Ярославском и Московском уездах. В начале службы, по тяжбе с родственниками, мподавал челобитную о малоземелье: согласно сказке братьев Фёдора, Юрия и Петра Федоровичей от 16.05.1671 года, за их отцом было только заброшенные поместья 100 чети в Галицком уезде, да 3 чети в Ярославском уезде, на которые будет бить челом в прожиток их мать - вдова кнг. П. П. Щербатова, что действительности не соответствовало. По челобитной, за Фёдором и Петром поместий нет, а за кн. Ю.Ф. Щербатовым только 100 чети в Ярославском уезде. Но уже к 1678 году, по разделу с братьями, и в совместном с ними владении, князь наследовал крупное состояние, ему принадлежали вотчины: в сц. Куракино, Бохова стана Московского уезда; дер. Павлово, Парфеньевской волости, и дер. Дьяково, Спасской волости Галичского уезда; с. Тимошово, Оболенского уезда; с. Зернилово, Опольского стана Суздальского уезда; крупная, в совместном владении, родовая родительская вотчина - с. Михайловское [Щербатово тож], с. Кузьмодемьянское с дер. Зиновская, дер. Исаевская и ещё 18 окрестными деревнями, Закоторского стана Ярославского уезда, для Знаменской церкви которой, 17 февряля 1702 года кн. Ю.Ф. Щербатов заказал иконостас у батырщика Книгопечатного двора, «золотарного дела мастера» В. И. Кунашева; дер. Сараево и дер. Мокроусово, Пажецкой волости, того же Ярославского уезда – в коих было 200 крестьянских двворов и свыше 770 крепостных душ муж. пола. В 1687 владел вотчиной - дер. Сарыево, Норской волости и дер. Слюнявино, Пажецкой вололости, в том же - Ярославском уезде, на реке Которосль; за ним отцовская вотчина -  ½ с. Радождово [Радождеево] в Сухиницком стане Мещовского уезда; в 1690 году купил у своей троюродной тётки - кнг. А. С. Хованской, поместье в Андожской волости Белозерского уезда; в 1704 году совладелец с. Воронино, Радонеж и Бели стана, Московского уезда, совместно с В. П. Шереметевым; за ним вотчина в с. Бурнашово, Воловицкого стана Тверского уезда; за ним вотчина в с. Высокинское и сц. Беленицыно, с деревнями и пустошами, Оболенского уезда; за ним вотчины в Борисоглебском и Романовском уездах.
Умер 26 февраля (9 марта) 1739 года. Был похоронен в церкви Воскресения Христова в Пленицах — «в Москве, на Замоскворечье, за Калужскими воротами, близ Воробьевых гор» (не сохранившегося Андреевского московского монастыря). Согласно надгробной эпитафии, по описям Андреевского московского монастыря, родился 1.01.1630 года и умер на 110 году жизни, прожив 109 лет, месяц и 25 дней. Легендарный срок жизни не соответствует действительности, поскольку его мать вступила в брак с князем Ф. В. Щербатовым после 12 мая 1645 года.  

## Семья
Жена (с 1669/70 г.): Анна Михайловна, урождённая Волынская (не позднее 1654/55 — не ранее 1732) — дочь окольничего Михаила Семёновича Волынского. Князю Ю. Ф. Щербатову, в 1669/70 г. в качестве приданого отказано прожиточное поместье невесты - девицы А. М. Волынской, в дер. Карповой Ярославского уезда; её родная сестра - вдова князя Лыкова Михаила Ивановича, княгиня Лыкова Евфимия Михайловна, 27.02.1702 уступила своему племяннику, князю М. Ю. Щербатову, вторую ½ с. Карпова Ярославского уезда, с. Пешевань и часть с. Кожина Арзамасского уезда, а также дер. Новоселки Саранского уезда. 
Их сын: князь Михаил Юрьевич Щербатов (1678—1738) — генерал-майор, отец историка, князя М. М. Щербатова, и прадед философа П. Я. Чаадаева. 